# Hans-Christoph Michel
Hans-Christoph Michel (* 1964 in Ludwigshafen am Rhein) ist ein deutscher Schauspieler.

## Leben
Hans-Christoph Michel war, noch vor seiner professionellen Schauspielausbildung, von 1984 bis 1986 Ensemblemitglied am „münchner theaterkollektiv“ (Theater K) in München. Von 1988 bis 1992 absolvierte er seine Schauspielausbildung an der Schule für Schauspiel Hamburg, die er 1989 mit der Abschlussprüfung vor der paritätischen Prüfungskommission (Hamburg) beendete.
Michel hatte zahlreiche Theaterengagements, insbesondere bei freien Theaterproduktionen. 1988 trat er bei der Kammeroper Niedersachsen als Italiener Bardolo in der Operette Der Zarewitsch auf. 1996 gründete er gemeinsam mit der Regisseurin und Schauspielerin Antje König die Hamburger Theater-Manufaktur, ein freies Theater, das Theater für Jugendliche und Erwachsene an verschiedenen Spielstätten macht. Die Hamburger Theater-Manufaktur ist Mitglied im LaFT – Landesverband Freier Theater in Niedersachsen.
Dort trat Michel von 1996 bis 2013 in zahlreichen Bühnenrollen auf. Zu seinen Rollen an der Hamburger Theater-Manufaktur gehörten unter anderem Valentín in Der Kuß der Spinnenfrau, die Rollen Luká/Tschubukow in den Tschechow-Einaktern Der Bär und Der Heiratsantrag und die Titelrolle in Macbeth. Auch wirkte er dort in verschiedenen Solostücken mit, so in Sibirien von Felix Mitterer, in Schischyphusch oder Der Kellner meines Onkels (Uraufführung 1999) und in einem Solostück über Michael Kohlhaas (2005). Außerdem übernahm er dort den Erzähler in Peter und der Wolf.
Seit 2008 trat Michel auch am Monsun-Theater Hamburg auf, u. a. mit dem Solostück Der Menschenfeind (Premiere: Dezember 2009), in dem er, unter der Regie von Kolja Schallenberg-Spadzinski, die Rolle des Alceste und auch alle anderen Figuren spielte. Mit der Titelrolle in Reineke Fuchs (Regie: Antje König) gastierte Michel zwischen 2008 und 2013 u. a. am Monsun-Theater, bei der Vaganten Bühne in Berlin und beim Theater am Rand im Oderbruch.
Michel war auch in einigen, meist kleineren, Film- und Fernsehrollen zu sehen. In Heinrich Breloers Romanverfilmung Buddenbrooks (2008) hatte er eine Tagesrolle als Lieferant.
In dem in Schwarz-Weiß gedrehten Kinofilm Schlafende Hunde (2010) spielte Michel die Figur Piet, einen Gefährten aus der Vergangenheit der männlichen Hauptfigur Jim (John Kirby). Michel erhielt für seine Darstellung gute Kritiken und wurde mit dem Preis für die „Beste Nebenrolle“ im Film beim Filmfestival von Independent Filmmakers Showcase in Los Angeles ausgezeichnet. Außerdem erhielt er für Schlafende Hunde den Golden Reel Award für hervorragende schauspielerische Leistung in der Kategorie Feature Film/Drama auf dem Internationalen Filmfest Nevada.
In der ZDF-Serie Notruf Hafenkante war er 2011–2012 als BKA-Mann Rainer Voss in einer wiederkehrenden Serienrolle zu sehen. Im Tatort: Mord auf Langeoog (2013) hatte er eine Nebenrolle; er spielte Arne Schmidbauer, den Ausbilder der männlichen Hauptfigur Florian Meinders (Leonard Carow). Außerdem hatte er Episodenrollen in den Fernsehserien Heiter bis tödlich: Morden im Norden (2013; als Anwalt Hauke Bender) und Küstenwache (2015, als Mordopfer Dennis Görsch).
In der ZDF-Krimireihe Nord Nord Mord war Michel in dem Film Clüver und der tote Koch (2016) in einer Nebenrolle als Barkeeper einer Kneipe im Rotlicht-Milieu zu sehen. In der 4. Staffel der ZDF-Serie SOKO Hamburg (2022) übernahm Michel eine Episodenhauptrolle als tatverdächtiger Obstbauer im Alten Land.
Michel arbeitet außerdem als Synchronsprecher, Hörspielsprecher, als Rezitator bei Lesungen und als Sprecher bei Fernseh- und Rundfunkproduktionen, u. a. für den Deutschlandfunk und Deutschlandradio Kultur.  Er lebt in Hamburg.

## Filmografie (Auswahl)
- 2007: Die Todesautomatik (Fernsehfilm)
- 2008: Buddenbrooks (Kinofilm)
- 2008: Stubbe – Von Fall zu Fall: Sonnenwende (Fernsehreihe)
- 2010: Schlafende Hunde (Sleeping Dogs) (Kinofilm)
- 2011: Der tote Vogel (Kurzfilm)
- 2011–2012: Notruf Hafenkante (Fernsehserie; Folgen: Blackout und Die Zeugin)
- 2013: Heiter bis tödlich: Morden im Norden (Fernsehserie; Folge: Schuss ins Blaue)
- 2013: Tatort: Mord auf Langeoog (Fernsehreihe)
- 2015: Küstenwache (Fernsehserie; Folge: Fluch der Wahrheit)
- 2016: Nord Nord Mord – Clüver und der tote Koch (Fernsehreihe)
- 2016: Tatort: Borowski und das verlorene Mädchen (Fernsehreihe)
- 2018: SOKO Hamburg (Fernsehserie; Folge: Hansa Harmonia)
- 2021: Zurück ans Meer (Fernsehfilm)
- 2022: SOKO Hamburg (Fernsehserie; Folge: Erntezeit)
- 2022: Neben der Spur – Die andere Frau (Fernsehreihe)